# Vallone di Piano della Corte
Vallone di Piano della Corte este o arie protejată (arie specială de conservare — SAC, sit de importanță comunitară — SCI) din Italia întinsă pe o suprafață de 450 ha, integral pe uscat.

## Localizare
Centrul sitului Vallone di Piano della Corte este situat la coordonatele 37°38′42″N 14°30′15″E / 37.645039°N 14.504203°E.

## Înființare
Situl Vallone di Piano della Corte a fost declarat sit de importanță comunitară în septembrie 1995 pentru a proteja 14 specii de animale. Situl a fost protejat și ca arie specială de conservare în decembrie 2015.

## Biodiversitate
Situată în ecoregiunea mediteraneană, aria protejată conține 9 habitate naturale: Râuri mediteraneene cu debit permanent cu specii de Paspalo-Agrostidion și galerii riverane de Salix și de Populus alba, Tufărișuri halo-nitrofile (Pegano-Salsoletea), Păduri de stejar alb estice, Tufărișuri termo-mediteraneene și de pre-deșert, Galerii de Salix alba și de Populus alba, Galerii și tufărișuri riverane sudice (Nerio-Tamaricetea și Securinegion tinctoriae), Iazuri temporare mediteraneene, Pseudostepă cu ierburi și specii anuale de Thero-Brachypodietea, Râuri mediteraneene cu debit intermitent, cu specii de Paspalo-Agrostidion.
La baza desemnării sitului se află mai multe specii protejate:
- păsări (13): pasărea ogorului (Burhinus oedicnemus), erete de stuf (Circus aeruginosus), Falco biarmicus, Falco naumanni, șoim călător (Falco peregrinus), muscar-gulerat (Ficedula albicollis), acvilă pitică (Hieraaetus pennatus), ciocârlie de pădure (Lullula arborea), privighetoare (Luscinia megarhynchos), gaia neagră (Milvus migrans), viespar (Pernis apivorus), silvie cu cap negru (Sylvia atricapilla), sturz-cântător (Turdus philomelos)
- reptile (1): Emys trinacris

Pe lângă speciile protejate, pe teritoriul sitului au mai fost identificate 12 specii de plante, 2 specii de păsări, 1 specie de amfibieni, 2 specii de mamifere, 4 specii de reptile.